# Jerzy Stachura
Jerzy Bogusław Stachura (ur. 24 listopada 1937 w Horochowie, zm. 12 września 2008 w Krakowie) – prof. dr hab. medycyny, polski patomorfolog.

## Życiorys
Syn Adolfa i Jadwigi. Przez wiele lat był asystentem, adiunktem, docentem i wreszcie profesorem w Instytucie Patologii Akademii Medycznej w Krakowie, a później w Katedrze Patomorfologii Collegium Medicum Uniwersytetu Jagiellońskiego. Profesor Jerzy Stachura był uczniem prof. Janiny Kowalczykowej, w 1966 uzyskał stopień doktora nauk medycznych, habilitował się w roku 1970, początku lat `70 XX w. stworzył Pracownię Histochemii i Ultrastruktury, która w 1977 przekształciła się w Zakład Patologii Komórki Akademii Medycznej. Tytuł profesora nadzwyczajnego uzyskał w 1984, a profesora zwyczajnego w 1994 roku. Należał do pionierów badań immunohistochemicznych i immunoflurescencyjnych w Polsce. Kiedy w 1993 roku utworzono Katedrę Patomorfologii Collegium Medicum Jerzy Stachura został jej kierownikiem, i pozostał na tym stanowisku, aż do śmierci.
Członek Polskiej Akademii Umiejętności, Polskiej Akademii Nauk, członek zarządu Polskiego Towarzystwa Patologów, w latach 1999 – 2005 dziekan Collegium Medicum Uniwersytetu Jagiellońskiego (CMUJ), przewodniczący Szkoły Medycznej dla Obcokrajowców w okresie 1997 – 2000, kierownik Katedry Patomorfologii CMUJ, redaktor naczelny Polish Journal of Pathology, członek zarządu Europejskiego Towarzystwa Patologów, członek America Gastroenterology Association. Odznaczony Złotym Krzyżem Zasługi oraz Krzyżem Kawalerskim Orderu Odrodzenia Polski.
Pochowany został 22 września 2008 w alei zasłużonych na cmentarzu Rakowickim (kwatera LXIX pas B-1-4).

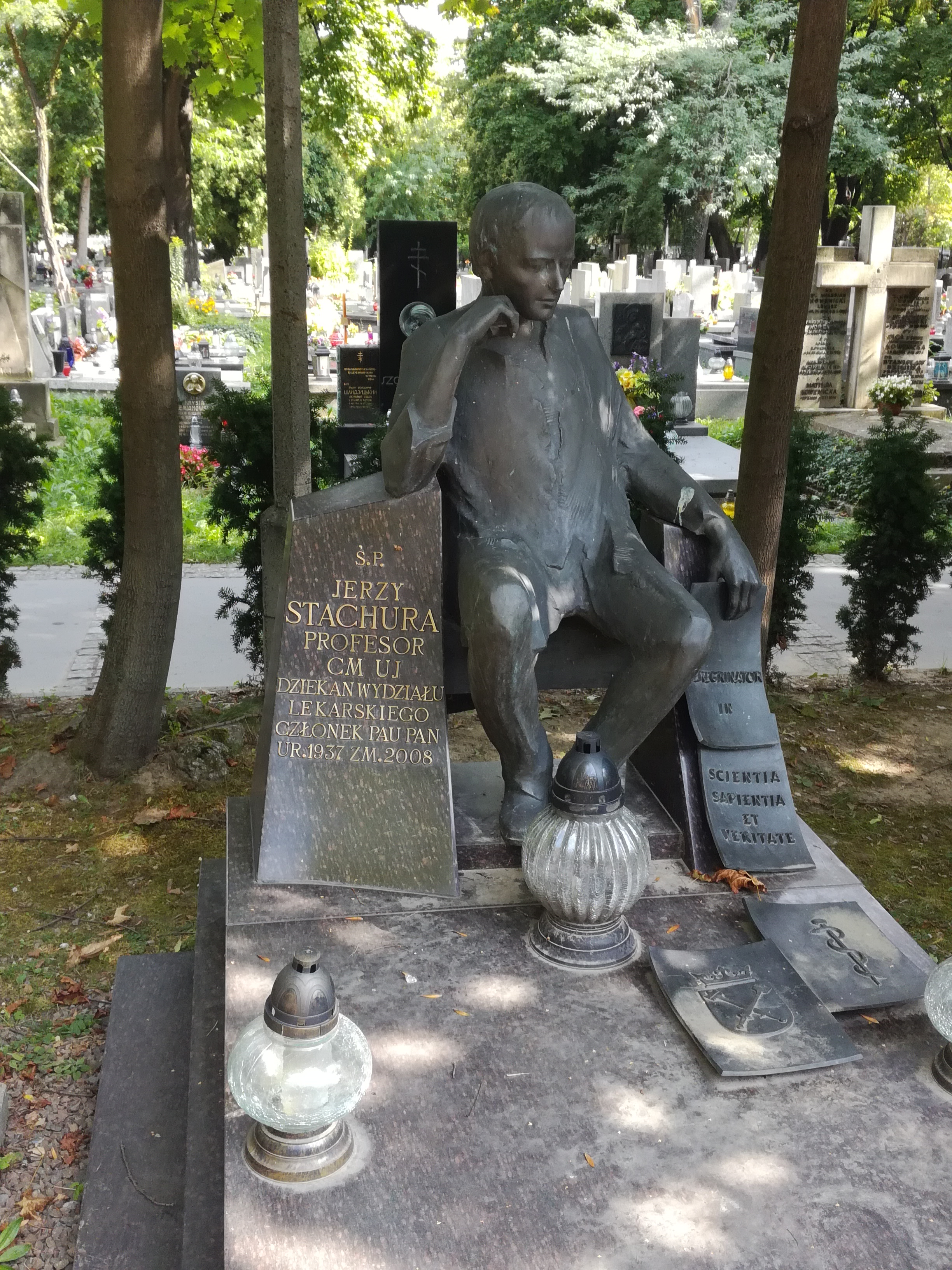
Grób prof. Jerzego Stachury na cmentarzu Rakowickim

## Wybrane publikacje
- Jerzy Stachura, Wenancjusz Domagała: Patologia : znaczy słowo o chorobie. T.1, Patologia ogólna. Kraków: PAU, 2003. ISBN 83-88857-65-7. Brak numerów stron w książce
- Jerzy Stachura: Patologia : znaczy słowo o chorobie. T. 2, Patologia narządowa. Cz. 2. Kraków: Polska Akademia Umiejętności, 2005. ISBN 83-88857-91-6. Brak numerów stron w książce